# Simon Baker
Simon Lucas Baker (Launceston, Tasmania, 30 de julio de 1969) es un actor australiano de cine y televisión. Ha sido la estrella de la serie de televisión El mentalista de la CBS, principalmente como actor, aunque también ha dirigido cinco episodios.

## Primeros años
Nació el 30 de julio de 1969, en Launceston, Tasmania. Hijo de Elizabeth Labberton, una profesora de inglés de secundaria, y de Barry Baker, un jardinero y mecánico. Con tan solo nueve meses de edad sus padres se trasladaron a Nueva Guinea. Baker, conocido entonces como Simon Denny, creció en la aldea de Lennox Head, en el norte de Nueva Gales del Sur, asistió al instituto Ballina y se graduó en 1987. Se mudó a Sídney para estudiar enfermería; sin embargo, no terminó su carrera. Baker se considera católico. Emigró a los Estados Unidos en 1995.

## Carrera artística

Simon presentando su película Breath en el Festival de Zúrich, 2017

Baker fue campeón deportista y compitió a nivel estatal en surf y waterpolo. Comenzó actuando en la televisión australiana durante finales de los 80 utilizando el nombre de "Simon Baker Denny". En 1991 apareció en los videoclips de música de Melissa Tkautz ("Read My Lips") y en el conjunto de danza australiana Euphoria ("Love You Right") antes de aparecer en la exitosa serie E Street, Home and Away y Heartbreak High. Baker se trasladó a EE. UU., donde era conocido con el apellido de su padrastro (como Simon Baker-Denny o Simon Denny).
Fue seleccionado para una pequeña pero importante parte entre varios jóvenes aspirantes para la película L.A. Confidential, que abrió paso a nuevas oportunidades para roles en otras películas. En 1998 participó en una pequeña película independiente del cineasta Stephen Grynberg titulada Love from Ground Zero. En 2000 desempeñó el rol de un astronauta en el filme Planeta rojo con Val Kilmer, Carrie Anne Moss y Benjamin Bratt. Desempeñó el papel principal en la serie de televisión El Guardián durante tres temporadas a partir de 2001, y también apareció en The Affair of the Necklace. En el 2004, desempeñó el rol de un marido angustiado en El libro del Amor y al año siguiente protagonizó un héroe altruista en La tierra de los muertos, de George A. Romero.
En el 2006, interpretó a Brian Kelly en la película Un nuevo amor, y al escritor Christian Thompson, un cínico galán en El diablo viste de Prada, y tuvo un papel destacado como Jeff en la serie de televisión Smith. Al año siguiente, fue seleccionado como Roderick Blank en Sex and Death 101.
En el 2008, Baker recibió el papel de protagonista en la serie de televisión El mentalista de la CBS, en el que interpreta un papel muy importante como Patrick Jane o Sr. Jane, un asesor del Buró de Investigación de California (BIC), con mucho sentido del humor, y que tiene un oscuro pasado el cual le atormenta a lo largo de la historia: su mujer y su hija fueron asesinadas por un asesino en serie llamado Red John; esto lo impulsa a formar parte del Buró en donde utilizará sus habilidades: la observación, escucha y sugestión, para dar con el culpable de los crímenes.
El 14 de febrero de 2013, Baker fue honrado con una estrella en el Paseo de la Fama de Hollywood por sus contribuciones a la industria del entretenimiento. La estrella de Baker se puede encontrar en 6352 Hollywood Blvd. 
En septiembre de 2017, Simon se presentó en el Festival de Zúrich como director y protagonista de la película "Breath" basada en la novela homónima de Tim Winton. Su estreno se prevé para mayo del 2018.
Actualmente representa a muchas marcas conocidas como Givenchy, Longines.
En noviembre de 2018, Baker participó en la serie Blue Night, protagonizando a Nick.
En enero de 2021 en Australia se estrenó Tierras Altas donde protagonizó a Travis un antiguo tirador del ejército tendrá que escoger entre su deber y lo que es correcto.
En 2022 tuvo su participación en la miniserie Roar, donde dio vida a Adam en un episodio. También se estrenó Blaze, caracterizó a Luke.
En 2023 se lanzó Limbo, interpreta a Travis un detective que llega a una pequeña ciudad de Australia Outback para investigar un homicidio sin resolver de veinte años de una dama aborigen del vecindario.
En 2024 se estrenaría Boy Swallows Universe una miniserie de TV. En el Brisbane de los años 80, un niño muy despierto y su hermano mudo se embarcan en una odisea suburbana de amor, redención y venganza después de que su familia sea destrozada por un capo de la droga.
En 2025 ha protagonizado un episodio en Ten Pound Poms interpretando a Sidney Skinner. También a tenido un papel en la serie The Narrow Road to the Deep North protagonizando a Keith Mulvaney en cuatro episodios.

## Vida personal

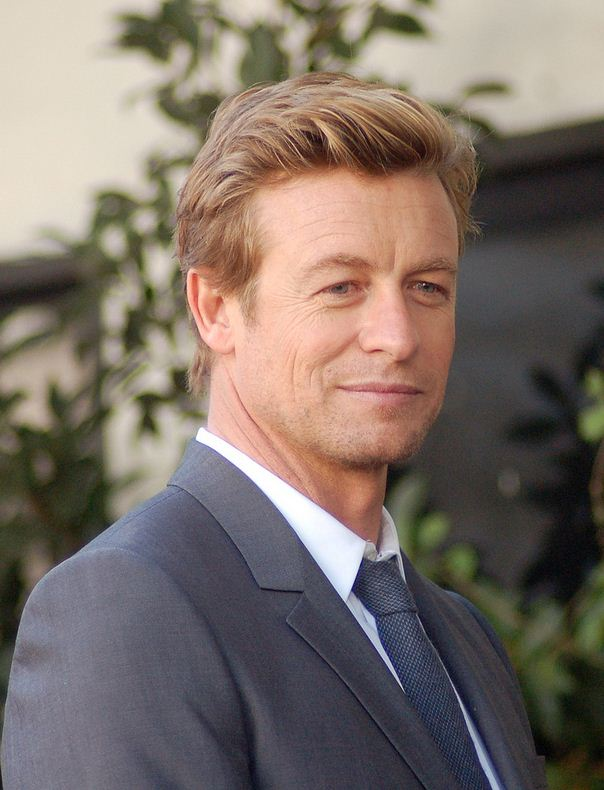
Simon en 2013.

Baker estaba casado con la actriz australiana Rebecca Rigg, a la que conoció en 1991, y tienen tres hijos: Stella Breeze (n. 1993), Claude Blue (n. 1998) y Harry Friday (n. el 19 de septiembre de 2001). En una entrevista con David Letterman en el Late Show (24-11-2008), Baker hizo mención del hecho de que sus compañeros actores australianos, Nicole Kidman y Naomi Watts son madrinas de dos de sus hijos (Naomi lo es de Stella y Nicole de Harry). Ambas actrices son íntimas amigas desde los años de Instituto de la esposa de Simon, Rebecca. Actualmente están divorciados desde 2020, y la noticia se hizo pública en febrero de 2021, han confirmado que siguen siendo amigos muy cercanos por el bien de sus hijos adultos.
Tras la separación, Baker comenzó una relación con Laura May Gibbs, pero esta relación también terminó poco después. La razón fueron las ideas antivacunas de la diseñadora de ropa deportiva.
Tras esta relación fugaz, el actor inició una nueva relación en noviembre de 2022 con Bridgette Clark, en 2023 a mediados de año, las cosas se habían enfriado y se separaron durante varios meses, en setiembre de 2024 todo indica que han vuelto a reunirse y estar juntos.
Tiempo atrás, Simon y su familia residían en Malibú, California, antes de desplazarse temporalmente a Sídney (Nueva Gales del Sur, Australia), también estuvo viviendo en Los Ángeles hasta terminar El Mentalista en 2015. Actualmente vive en Byron Bay, Australia.
Simon nunca ha tenido problemas de prensa, pues él mismo asegura que no es escandaloso y por tanto los paparazzi no se preocupan por él.
Lo único destacable fue en setiembre de 2024, el actor se declaró culpable de conducir bajo los efectos del alcohol en un tribunal de Nueva Gales del Sur, después de ser capturado por la policía en las primeras horas del 20 de julio cerca de su casa en la región de Byron Bay. Estaba ebrio al volante. El 11 de septiembre de 2024 recibió una fianza por buena conducta de nueve meses sin que se registrara condena.
En 2010 protagonizó el Soccer Aid, un partido de futbol benéfico, England VS ROW. Donde participó activamente por la causa junto a otras estrellas como Zidane y Gordon Ramsay entre otros exfutbolistas y estrellas famosas.
Se ha involucrado en diferentes causas sociales, en asociaciones para luchar el cambio climático y protectoras de oncéanos.

## Publicidad
- Ha sido rostro principal de la marca Longines - firma de relojes de lujo (2008 hasta el presente)
- Imagen de campaña de Givenchy del Perfume Gentlemen Only.
- Ha realizado una campaña con esquire con sesión de fotos y una entrevista.

## Filmografía
| Películas  | Películas                                        | Películas                | Películas                                                     |
| Año        | Película                                         | Personaje/Papel          | Descripción                                                   |
| ---------- | ------------------------------------------------ | ------------------------ | ------------------------------------------------------------- |
| 1997       | L.A. Confidential                                | Matt Reynolds            |                                                               |
| 1997       | Most Wanted                                      | Periodista               |                                                               |
| 1998       | Restaurante                                      | Kenny                    |                                                               |
| 1998       | El beso de Judas                                 | Junior Armstrong         |                                                               |
| 1998       | Love from Ground Zero                            | Eric                     |                                                               |
| 1999       | Cabalga con el diablo                            | George Clyde             |                                                               |
| 2000       | Sunset Strip                                     | Michael Scott            |                                                               |
| 2000       | Planeta rojo                                     | Chip Pettengill          |                                                               |
| 2001       | El misterio del collar                           | Rétaux de Villette       |                                                               |
| 2004       | Book of Love                                     | David Walker             |                                                               |
| 2005       | The Ring Two                                     | Max Rourke               |                                                               |
| 2005       | La tierra de los muertos vivientes               | Riley                    |                                                               |
| 2006       | El diablo viste de Prada                         | Christian Thompson       |                                                               |
| 2006       | Something New                                    | Brian Kelly              |                                                               |
| 2007       | Sex and Death 101                                | Roderick Blank           |                                                               |
| 2007       | The Key to Reserva                               | Roger Thornberry         | Cortometraje                                                  |
| 2009       | El Huésped                                       | Malcolm                  |                                                               |
| 2009       | Not Forgotten                                    | Jack Bishop              |                                                               |
| 2009       | Women in Trouble                                 | Travis McPherson         |                                                               |
| 2010       | The Killer Inside Me                             | Howard Hendricks         |                                                               |
| 2011       | Margin Call                                      | Jared Cohen              |                                                               |
| 2013       | I Give It a Year                                 | Guy Harrap               |                                                               |
| 2017       | Breath                                           | Bill "Sando" Senderson   |                                                               |
| 2018       | Here and Now                                     | Nick                     |                                                               |
| 2020       | High Ground                                      | Travis                   | También productor ejecutivo                                   |
| 2022       | Blaze                                            | Luke                     |                                                               |
| 2023       | Limbo                                            | Travis Hurley            |                                                               |
| Televisión |                                                  |                          |                                                               |
| Año        | Serie                                            | Personaje/Papel          | Descripción                                                   |
| 1987       | Midnight Magic                                   |                          | Telefilme para CHCH-TV                                        |
| 1992-1993  | E Street                                         | Constable Sam Farrell    | 1.316 episodios Episodios adicionales desconocidos            |
| 1994       | Which Way to the War                             | Pvt Stan Hawke           | Episodio: «Piloto»                                            |
| 1994       | Fuera de casa                                    | James Healey             | 19 episodios                                                  |
| 1995       | Desnudo                                          |                          | Piloto de televisión no vendido                               |
| 1995–1996  | Aprendiendo a vivir                              | Mr. Thomas 'Tom' Summers | 8 episodios de la transmisión de Televisión Nacional del Perú |
| 1996       | Desnudo: Historia de Hombres                     | Gabriel                  | Episodio: «Blind-Side Breakaway»                              |
| 1996       | El sudor (Sweat)                                 | Paul Steadman            | Episodio: «1.3»                                               |
| 1999       | Secretos de los hombres de negocios              | Andy Greville            | Telefilme para ABC TV                                         |
| 2001-2004  | El Guardián                                      | Nick Fallin              | Reparto principal                                             |
| 2006-2007  | Smith                                            | Jeff Breen               | 7 episodios                                                   |
| 2008-2015  | El mentalista                                    | Patrick Jane             | Reparto principal                                             |
| 2022       | Roar                                             | Adam                     | Episodio: «The Woman Who Ate Photographs»                     |
| 2024       | Boy swallows universe (Miniserie TV)             | Robert Bell              |                                                               |
| 2025       | Ten Pound Poms (Serie TV)                        | Sidney Skinner           |                                                               |
| 2025       | The Narrow Road to the Deep North (MiniSerie TV) | Keith Mulvaney           |                                                               |

## Premios y nominaciones
Logie Awards

Simon recibiendo su estrella en el Paseo de la Fama de Hollywood en febrero de 2013.

- 1993: Ganador, "Most Popular New Male Talent" - 'E Street'

Premios del Sindicato Australiano de Cine
- 2000: Nominado, "Mejor actuación en un papel de liderazgo en una mini-serie" - secretos de los Hombres de Negocio

Premios de Televisión Familiar
- 2002: Ganador, "Mejor Actor" - El Guardián

Premios Globo de Oro
- 2001: Nominado, Globo de Oro al mejor actor de serie de TV - Drama - El Guardián

- 2009: Nominado, Globo de Oro al mejor actor de serie de TV - Drama - El Mentalista

Premios Prisma
- 2005: Nominado, "Mejor Actuación en una Serie de Historia Dramática" - El Guardián

Premios Emmy
- 2009: Nominado "Mejor actuación principal en una serie Dramática" - El Mentalista

Premios AACTA
- 2018: Ganador "Mejor actor secundario cine dramático" - Breath